# Вайден (Идар-Оберштайн)
Вайден (нем. Weiden) — община в Германии, в земле Рейнланд-Пфальц.
Входит в состав района Биркенфельд. Подчиняется управлению Херрштайн. Население составляет 88 человек (на 31 декабря 2010 года). Занимает площадь 2,60 км².